# Пупонов, Сергей Фёдорович
Сергей Федорович Пупонов (8 апреля 1982) — российский футболист.

## Биография
Воспитанник футбольной школы «РУОР» г. Бронницы. Уже в 16 лет он попал в состав местного клуба «Фабус», который выступал во втором дивизионе.
В скором времени заключил контракт с клубом высшей лиги «Сатурн» Раменское. За основной состав сыграл только один раз, выйдя на замену на 61-й минуте вместо Олега Соловьёва в игре против московского «Спартака» (0:3). После окончания сезона вернулся в «Фабус». После того, как бронницкая команда лишилась профессионального статуса, ещё несколько лет выступал за коллективы КФК.